# Гаврило Витковић
Гаврило Витковић (Будим, 28. јануар (по ст. кал)/9. фебруар 1829 — Неготин, 25. јули/7. август 1902) био је српски инжењер и историчар (самоук).

## Живот
Рођен је 1829. Као инжењер је радио у Смедереву и Шапцу, а као професор гимназије у Крагујевцу и Београду.
Био је редовни члан Српског ученог друштва (Одбора за науке државне и историјске) од 30. јануара 1872, као и почасни члан Српске краљевске академије од 15. новембра 1892. Срђ је о њему писао.